# Камчатский пролив
Камча́тский проли́в — пролив в Тихом океане, отделяет остров Беринга (Командорские острова) от полуострова Камчатка (мыс Камчатский). Соединяет Берингово море и Тихий океан. Самый западный пролив Алеутской гряды.
Длина свыше 150 км. Ширина 191 км. Глубина до 4420 м. Берег высокий, гористый.
По проливу проходит Курило-Камчатский жёлоб. Площадь сечения пролива 335,34 км², при глубине до 4420 м, что позволяет Берингову морю осуществлять глубинный водообмен с Тихим океаном.
В западной части пролива находится Камчатский залив. Западная часть пролива более глубоководная (средняя глубина 3500 м), в восточной части (близ острова Беринга) имеется отмель с глубиной до 200 м.
Солёность воды в проливе составляет 32,4 — 34,7 ‰, в зависимости от глубины.
Назван по месторасположению рядом с полуостровом Камчатка.
Пролив находится в акватории Камчатского края.